# Holger Vind
Holger Vind, född 31 maj 1623, död 5 juni 1683, var en dansk ämbetsman. Han var son till Jørgen Vind.
Vind var 1648–1653 anställd vid hovet som överste munskänk och visade sig mycket verksam för stadens förplägning vid Köpenhamns belägring 1658–1659. Som vice skattmästare 1666–1679 styrde Vind rikets finanser, och som vice kansler sedan 1679 hade han ledningen både av kansliet och Højesteret; sedan 1669 var han geheimeråd. Han hade sedan 1666 plats i de kommissioner, som utarbetade Kristian V:s danska lag. År 1653 blev Vind förlovad med konung Kristian IV:s dotter Sofia Elisabet, änka efter greve Pentz, men slog upp förlovningen och gifte sig med en annan.